# Bessos de Bactriana
Bessos (en grec antic Βήσσος 'Bḗssos') va ser sàtrapa de Bactriana i rei de l'Imperi persa de l'any 330 aC al 329 aC.
Era un noble persa, i probablement de la família aquemènida, nomenat sàtrapa de Bactriana i Sogdiana. A la batalla de Gaugamela era present al front de les tropes de la seva satrapia, i va restar amb Darios III de Pèrsia que va passar l'hivern a Ecbàtana (331 aC-330 aC). L'any 330 aC Darios i Bessos van arribar a Bactriana però allí Bessos, que ja estava d'acord amb altres sàtrapes, va deposar Darios III i el va voler entregar als macedonis perquè aturessin la persecució, però Alexandre el Gran va ordenar que es continués la marxa sense aturar-se. El juliol del 330 aC Bessos, Babistanes i altres nobles, amb el temor de l'arribada d'Alexandre, van matar Darios III i van deixar el cadàver perquè el trobés l'exèrcit macedoni, esperant que així pararien l'avanç.
Bessos es va proclamar rei i va adoptar el nom d'Artaxerxes V. La satrapia de Bactriana era ocupada sovint per l'hereu al tron de Pèrsia. Però ja no tenia poder sobre la meitat de l'Imperi dominat per Macedònia, i l'altra meitat estava en descomposició: el sàtrapes de Sagàrtia i Carmània, Gedròsia, Aracòsia, Gandara, Satibarzanes d'Aria, el de Drangiana, i el de Sogdiana (abans dependent de Bessos) es van fer independents i així Bessos n'era un de més. Els macedonis van ocupar Hircània, Mèdia, Pàrtia, Aria, Drangiana i Aracòsia aquell mateix any. El 329 aC els macedonis van ocupar Carmània y Gedròsia i van arribar a Gandara. Barzanes d'Aria, que s'havia sotmès a Alexandre, es va revoltar i va tornar a l'aliança amb Bessos. Alexandre va entrar a Bactriana mentre els seus soldats ocupaven Artacoana, la capital d'Aria i liquidaven la revolta del sàtrapa.
Bessos va fugir de Bactriana però va ser capturat per la població i entregat a Alexandre que el va fer matar acusat de l'assassinat de Darios III. Alexandre li va fer tallar el nas i les orelles (càstig que s'aplicava als culpables de rebel·lió i regicidi) i seguidament el va crucificar al mateix lloc on Darios va morir assassinat.
El nou rei de Sogdiana, ara anomenat Arimases, que sembla havia tornat a ser lleial a Bessos o havia estat imposat per aquest, va resistir un temps i finalment es va tancar a una fortalesa prop de Nautaca, on va ser capturat l'any 327 aC i penjat pel coll fins a morir. La resistència dels bactrians i sogdians a la mort de Bessos la va dur a terme Espitàmenes que va combatre a la regió de Maracanda fins al 328 aC quan va haver de fugir al país dels massàgetes (a Escítia) on serà assassinat. Aquest personatge va ser el pare d'Apama, que es va casar l'any 324 aC amb el general Seleuc i va donar més tard el nom a algunes ciutats. Alexandre va arribar fins a Maracanda (Samarcanda) mercès a la submissió del rei Farasmanes de Coràsmia.
El general Clitos va ser nomenat governador de Bactriana en lloc de Bessos, però Alexandre el va matar en un accés de colera per haver-lo criticat.